# Maiol de Cluny
Maiol de Cluny (Avinyó (Valclusa) o Valençòla, ca. 906 - Souvigny, 11 de maig de 994) va ser un monjo benedictí provençal, quart abat de Cluny entre i 994. És venerat com a sant per l'Església catòlica.

## Biografia
La família de Maiol, arran de les invasions musulmanes, va deixar les terres de Rietz i anaren a viure a Mâcon (Borgonya). Maiol va estudiar a Lió i esdevingué ardiaca a Macôn. En 930, va refusar l'arquebisbat de Besançon i cap al 940 va entrar a l'Abadia de Cluny com a monjo, professant en 943 o 944.
A Cluny va tenir la funció d'armarius, o custodi dels llibres de la biblioteca. En 948, l'abat Aimard de Cluny, que va quedar cec, el nomenà coadjutor del monestir; quan Aimard renuncià al càrrec en 954, Maiol fou nomenat abat. Les bones relaciona que tenia amb Adelaida, germana del rei Conrad III de Borgonya (937-993) i esposa d'Otó I d'Alemanya, futur emperador, li atorgaren una certa influència en la cort. Va ésser proposat com a papa per succeir Benet VI, però refusà el càrrec. Va ésser conseller del duc Hug el Gran, que li encarregà la reforma de diversos monestirs.
Continuà la bona relació amb Roma que havia tingut l'abat Odó de Cluny. Home culte, sota el seu abadiat el scriptorium de Cluny fou particularment actiu. Maiol va ocupar-se de fer créixer l'abadia i garantir-ne els ingressos, administrant acuradament les donacions que rebia i les rendes, que comprenien gairebé les de 900 pobles i parròquies, a més d'altres delmes. El culte a la memòria dels morts, que atreia moltes donacions, va prendre molta importància a Cluny.
El 967, Maiol va reformar la disciplina benedictina en nombrosos monestirs, difonent la reforma cluniacenca en regions com el nord d'Itàlia. Cap al 955 va començar obres d'ampliació a l'abadia, que cada cop tenia més monjos. S'edificà la nova església de Sant Pere, Cluny II, que es consagrarà el 981.
En 972, en una incursió musulmana de Fraxinètum, va ésser capturat mentre travessava els Alps; fou rescatat pels monjos de Cluny per mil lliures d'argent. Aquest fet provocà una reacció dels nobles provençals, que s'organitzaren per expulsar definitivament els musulmans de la regió a la batalla de Tourtour.
A l'Abadia de Cluny, va tenir com a ajudant sant Odiló des del maig de 993, que el va succeir com a abat l'11 de maig de 994. Maiol va morir de camí cap Saint-Denis, a Souvigny, on Hug Capet l'havia cridat perquè en reformés l'abadia.

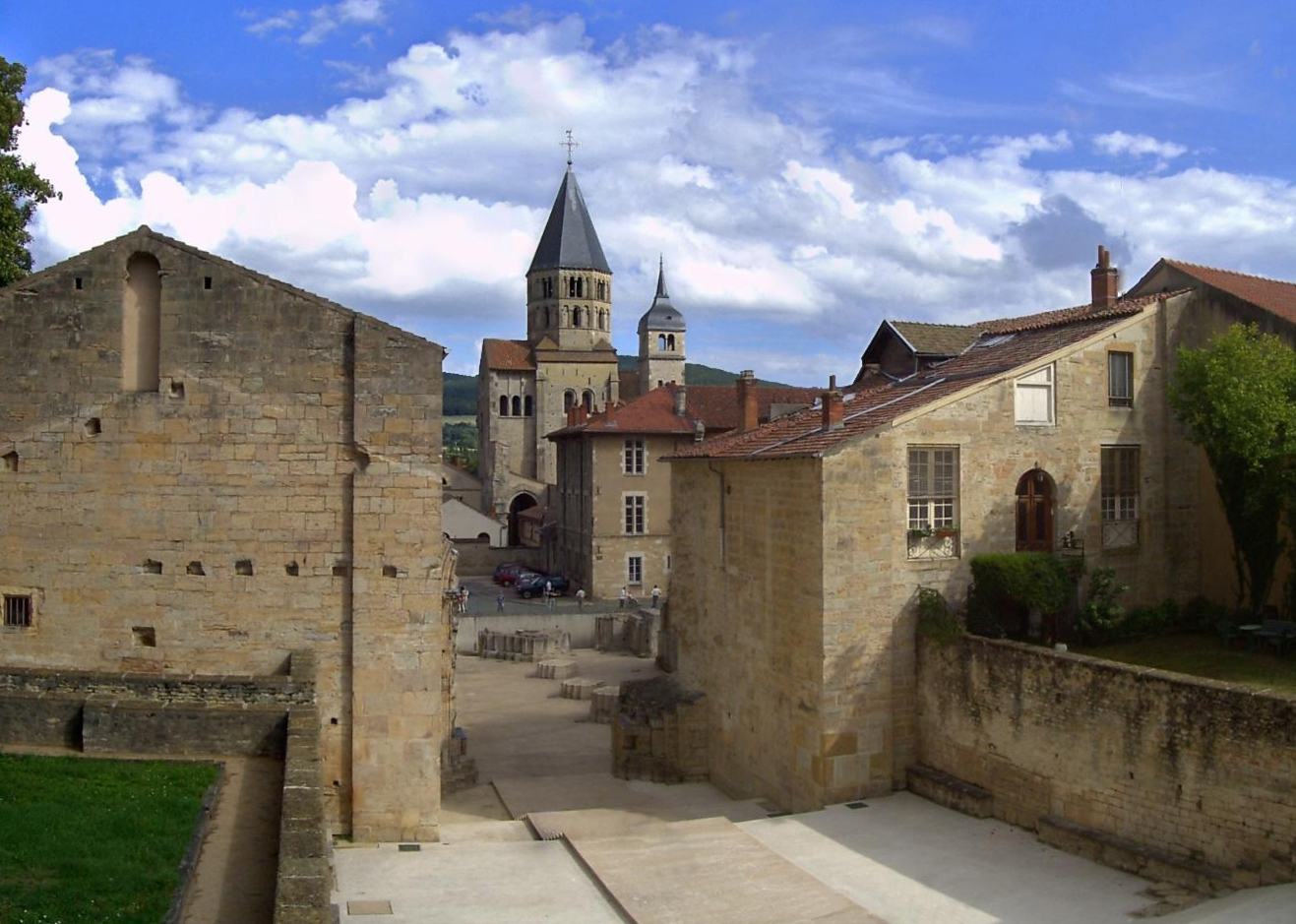
Restes de l'Abadia de Cluny.
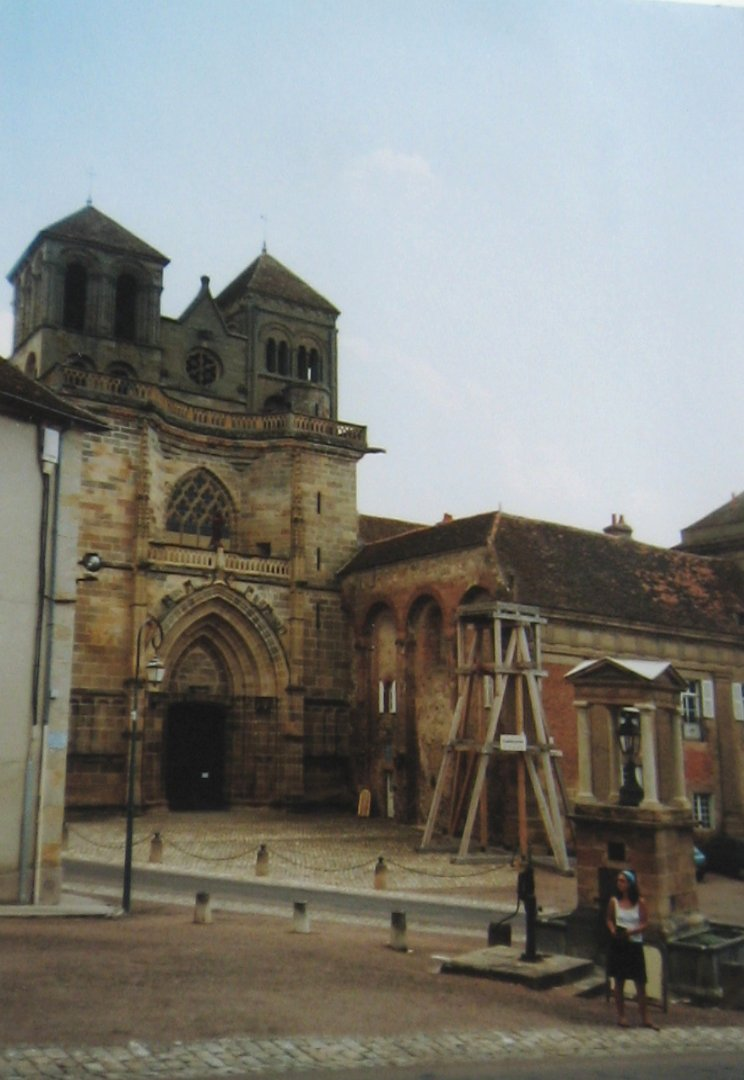
Església de Souvigny.
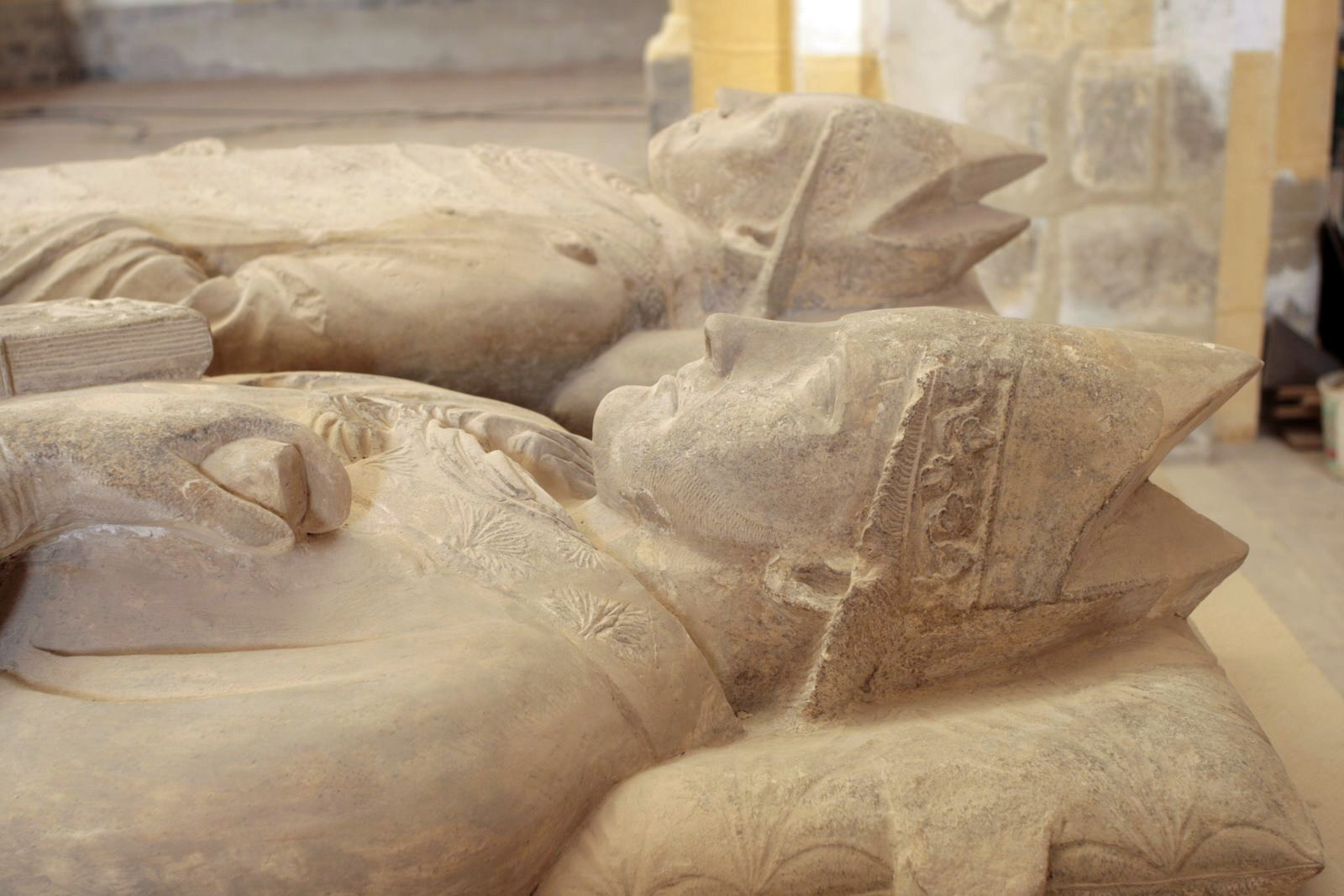
Sepulcre d'Odiló i Maiol de Cluny, a Souvigny

## Veneració
Per la seva tasca, la seva influència i la seva fama de taumaturg, va ésser venerat des de la seva mort, convertint-se en el primer sant de l'abadia. Ja el 996, Hug I de França va anar en pelegrinatge a la seva tomba de Souvigny, i en 998, una butlla del 22 d'abril, de Gregori V, evoca la benaurada memòria de Sant Maiol, la qual cosa es considera una proclamació de santedat.
El culte s'estengué als monestirs cluniacencs i a la Bretanya, el Jura i la regió de Lió. La seva tomba, a Souvigny, va ésser destruïda en 1793 i restaurada en 2009.